# Вигозеро
Вигозеро (рус. Выгозеро) је језеро у Русији. Налази се на територији Републике Карелија. Површина језера износи 560 km².